# Trypeta mainlingensis
Trypeta mainlingensis är en tvåvingeart som beskrevs av Wang 1996. Trypeta mainlingensis ingår i släktet Trypeta och familjen borrflugor. Inga underarter finns listade i Catalogue of Life.